# 特洛伊·哈德森
特洛伊·哈德森（英語：Troy Hudson，1976年3月13日—），美国NBA联盟前职业篮球运动员。